# Hessische Filmförderung
Pour les articles homonymes, voir HFF.
Hessische Filmförderung (HFF ; littéralement : Fonds filmique de la Hesse) est un fonds destiné à la production cinématographique, dépendant à la fois du land de la Hesse et de la Hessischer Rundfunk. Le siège du HFF est basé à Francfort-sur-le-Main.
Outre l'aide à la production, le HFF subventionne des festivals de cinéma, attribue des bourses de formation et décerne plusieurs prix cinématographiques et télévisuels (Hessischen Filmpreises).